# Coronel João Pessoa
Coronel João Pessoa is een gemeente in de Braziliaanse deelstaat Rio Grande do Norte. De gemeente telt 4.993 inwoners (schatting 2009).